# Gordyène
La Gordyène, Gorduène, Corduène, Cordyène, Cardyène, Carduène, Korduène, Gordiane, Kordchayk ou Korčayk’ (en kurde: Kardox, en arménien : Կորճայք, en syriaque Beth Qardu, en hébreu : קרטיגיני) est une ancienne région du nord de la Mésopotamie située dans l'est de l'actuelle Turquie (province de Şırnak).

## Histoire
Son nom, ainsi que celui de ses habitants antiques, les Kardukhiens (que les Kurdes actuels revendiquent comme ancêtres) signifie « nomades des pâturages, campant sous des tentes ».
Sujets de l'Urartu, les Kardukhiens entrent dans la sphère d'influence achéménide au VIe siècle av. J.-C., puis séleucide et ensuite parthe. Au début du Ier siècle av. J.-C. sous Tigrane II, la Gordyène est intégrée au royaume d'Arménie puis, après la défaite de Tigrane devant Lucullus puis Pompée, à Rome (de -65 jusqu'en +37), avant de revenir sous le contrôle des Parthes (37-47). 
Puis, le pays appartient à Rome (47-252), avant de revenir aux Sassanides (252-287).
En 298 par le traité de Nisibe, Dioclétien l'incorpore à l'Empire romain. En 363, Jovien doit toutefois la céder au roi sassanide Shapur II ; elle reste dans le giron sassanide jusqu'en 578, année pendant laquelle Maurice Ier l'incorpore à l'Empire byzantin. Elle est ensuite conquise par les Arabes en 640.

## Province arménienne

Les quinze provinces de l'Arménie majeure, avec la Gordyène au sud.

Selon le géographe arménien du VIIe siècle Anania de Shirak, la région était la sixième province de l'Arménie historique (même si l'antique royaume n'a été contrôlé par l'Arménie que pendant environ 250 ans), l'un des quatre bdeshkhs (« marche ») du royaume arménien. Elle était divisée en 11 districts ou cantons (gavar, գավառ) : 
- Korduk’ (Կորդուք) ;
- Kordrik’ Verin (« Haut-Kordrik », Կորդիք վերին) ;
- Kordrik’ Miǰin (« Moyen-Kordrik », Կորդիք միջին) ;
- Kordrik’ Nerk’in (« Bas-Kordrik », Կորդիք ներքին) ;
- A[yr]truank’ (Այտվանք) ;
- Aygark’ (Այգասք) ;
- Mot’ołank’ (Մոթողանք) ;
- Orsirank’ (Որսիրանք) ;
- Kart’unik’ (Կարթունիք) ;
- Čahuk (Ճահուկ) ;
- Ałbak P’ok’r (« Bas-Ałbak », Աղբակ Փոքր).